# نيا خالكيدونا
ني كالكيدون (Νέα Χαλκηδών) هي مدينة في إقليم أتيكا في اليونان.